# Éditions de Bourgogne
 (septembre 2024).
Si vous disposez d'ouvrages ou d'articles de référence ou si vous connaissez des sites web de qualité traitant du thème abordé ici, merci de compléter l'article en donnant les références utiles à sa vérifiabilité et en les liant à la section « Notes et références ».

Éditions de Bourgogne

Les Éditions de Bourgogne étaient une maison d'édition française, avec des activités centrées sur des sujets et des auteurs liés à la Bourgogne. Crée le 11 mai 2001, elle est placée en liquidation judiciaire le 12 mai 2015

## Historique
Née en novembre 2004 du succès de la bande dessinée intitulée La Bourgogne, quelle histoire ! (dessins de Jean-Louis Thouard) - qui a franchi le seuil des 25 000 exemplaires vendus - les Éditions de Bourgogne ont lancé sur le marché de l'édition régionale trois collections :
- des essais engagés (signés par Fraçois-Xavier Dugourd, Claude Patriat, Mgr Roland Minnerath, Guy Férez ou Rémy Rebeyrotte) ;
- des biographies (comme celle d'Alfred Grévin par Jean-Pierre Fontaine ou celle de Paul Bert par Jean-Pierre Soisson) ;
- des ouvrages sur le patrimoine régional (comme Le Chemin des Vignes de Claude Chapuis).
- des romans ou des nouvelles (comme La chair du raisin de Josiane Van Melle, ou les Nouvelles à chuchoter au crépuscule de Lucette Desvignes).

## Dirigeants
La petite société est animée par Bernard Lecomte, ex-rédacteur en chef du Figaro Magazine et ancien directeur au Conseil régional de Bourgogne, et par Évelyne Philippe, directrice générale. Ils sont assistés des éditeurs Dominique Bruillot (Bourgogne Mag) et Jean-Marie Bernard (Impressions) ainsi que de deux professionnels de la communication : Maurice Fournet et Laurent Rebeyrotte.

## Fournisseurs
Tous les fournisseurs des Éditions de Bourgogne sont des régionaux : la diffusion et la communication (Evelyne Philippe Conseil), le photographe (Michel Ferchaud), le caricaturiste (Patrick Grillot), l’agence graphique (Temps Réel) et l’imprimeur (Darantière).

## Dernières publications
- Jean-Pierre Soisson : Paul Bert, l'idéal républicain, mai 2008
- Véronique Bedin et Julien Feydy, La Bourgogne dans les Beaux textes (tome I), avril 2008
- Emmanuel Razavi, Dijon au cœur de la guerre, janvier 2009
- Xavier Lauprêtre et Bernard Lecomte, Il était une fois la Puisaye-Forterre, mai 2009
- Véronique Bedin et Julien Feydy, La Bourgogne dans les Beaux textes (tome II), mai 2010
- Claude Chapuis : La mémoire des coteaux, septembre 2010.
- Jacky Rigaux : Le réveil des terroirs, septembre 2010.
- Marion Sigaut, Le Mystère du tableau de David, décembre 2010.
- Josiane Van Melle, La chair du raisin (roman), décembre 2010.
- Lucette Desvignes : Nouvelles à chuchoter au crépuscule, novembre 2011.
- Lydie Alamazani : Dieu ou Diable ?, décembre 2011.
- Jean-Louis Voisin : Alésia - un site, une bataille, un village, septembre 2012.
- Dominique Viano : Le secret du chevalier d'Eon, octobre 2012.
- Claude Lougnot : La Bourgogne la nuit, février 2013.
- Rémy Rebeyrotte : Autun, passionnément !, février 2013.
- Véronique Bedin et Julien Feydy : Pierre Larousse par lui-même, octobre 2013